# سیارک ۹۸۳۸
سیارک ۹۸۳۸ (به انگلیسی: 9838 Falz-Fein، نامگذاری:1987RN6) نه هزار و هشتصد و سی و هشتمین سیارک کشف شده‌است که در ۴ سپتامبر ۱۹۸۷ کشف شد.
قدر مطلق سیارک برابر ۱۲٫۸۰ است.